# Eddy Maillet
Eddy Maillet, född 19 oktober 1967, är en före detta fotbollsdomare från Seychellerna. Maillet har varit FIFA-domare sedan 2001, och har bland annat dömt i de afrikanska mästerskapen 2004, 2006, samt 2008. Han dömde i fotbolls-VM 2010 i Sydafrika, där hans första match var den mellan Honduras och Chile den 16 juni.